# 東久邇宮内閣
東久邇宮内閣（ひがしくにのみやないかく）は、皇族、陸軍大将の東久邇宮稔彦王が第43代内閣総理大臣に任命され、1945年（昭和20年）8月17日から1945年（昭和20年）10月9日まで続いた日本の内閣。
皇族が首班となった史上唯一の内閣である。在職日数54日間は内閣制度発足後、長らく史上最短記録であった。俗に「宮様内閣」などとも呼ばれた。

## 内閣の顔ぶれ・人事

### 国務大臣
1945年（昭和20年）8月17日任命。在職日54日。 
| 職名 | 代               | 氏名             | 氏名             | 出身等                                                                      | 特命事項等                  | 備考                     |
| --- | ---------------- | ---------------- | ---------------- | --------------------------------------------------------------------------- | --------------------------- | ------------------------ |
| 内閣総理大臣 | 43               | 東久邇宮稔彦王   |                  | 皇族 貴族院 無所属 （無会派） 陸軍大将 （陸士20期、陸大26期）               | 陸軍大臣兼任                | 初入閣                   |
| 外務大臣 | 64               | 重光葵           |                  | 貴族院 無所属 （無会派）                                                    | 大東亜大臣兼任              | 1945年9月17日免          |
| 外務大臣 | 65               | 吉田茂           |                  | 外務省                                                                      |                             | 初入閣 1945年9月17日任   |
| 内務大臣 | 62               | 山崎巌           |                  | 内務省                                                                      |                             | 初入閣                   |
| 大蔵大臣 | 48               | 津島寿一         |                  | 貴族院 無所属 （研究会）                                                    |                             |                          |
| 陸軍大臣 | 32               | 東久邇宮稔彦王   |                  | 皇族 貴族院 無所属 （無会派） 陸軍大将 （陸士20期、陸大26期）               | 内閣総理大臣兼任            | 初入閣 1945年8月23日免兼 |
| 陸軍大臣 | 33               | 下村定           |                  | 陸軍大将 （陸士20期、陸大28期）                                             |                             | 初入閣 1945年8月23日任   |
| 海軍大臣 | 24               | 米内光政         |                  | 海軍大将 （海兵29期、海大甲種12期）                                         |                             | 留任                     |
| 司法大臣 | 46               | 岩田宙造         |                  | 貴族院 無所属 （同和会）                                                    |                             | 初入閣                   |
| 文部大臣 | 58               | 松村謙三         |                  | 衆議院 （大日本政治会→） 無所属                                             | 厚生大臣兼任                | 初入閣 1945年8月18日免兼 |
| 文部大臣 | 59               | 前田多門         |                  | 貴族院 無所属 （同成会）                                                    |                             | 初入閣 1945年8月18日任   |
| 厚生大臣 | 12               | 松村謙三         |                  | 衆議院 （大日本政治会→） 無所属                                             | 文部大臣兼任                | 初入閣                   |
| 大東亜大臣 | 5                | 重光葵           |                  | 貴族院 無所属 （無会派）                                                    | 外務大臣兼任                | 1945年8月26日免兼        |
| 大東亜大臣 | （大東亜省廃止） | （大東亜省廃止） | （大東亜省廃止） | （大東亜省廃止）                                                            | （大東亜省廃止）            | 1945年8月26日付          |
| 農商大臣 | 5                | 千石興太郎       |                  | 貴族院 無所属 （無所属倶楽部）                                              |                             | 初入閣 1945年8月26日免   |
| 農商大臣 | （農商省廃止）   | （農商省廃止）   | （農商省廃止）   | （農商省廃止）                                                              | （農商省廃止）              | 1945年8月26日付          |
| 農林大臣 | （農林省未設置） | （農林省未設置） | （農林省未設置） | （農林省未設置）                                                            | （農林省未設置）            | 1945年8月25日設置        |
| 農林大臣 | 1                | 千石興太郎       |                  | 貴族院 無所属 （無所属倶楽部）                                              |                             | 1945年8月26日任          |
| 軍需大臣 | 5                | 中島知久平       |                  | 衆議院 （大日本政治会→） 無所属 予備役海軍機関大尉 （海機15期、海大機関科） |                             | 1945年8月26日免          |
| 軍需大臣 | （軍需省廃止）   | （軍需省廃止）   | （軍需省廃止）   | （軍需省廃止）                                                              | （軍需省廃止）              | 1945年8月26日付          |
| 商工大臣 | （商工省未設置） | （商工省未設置） | （商工省未設置） | （商工省未設置）                                                            | （商工省未設置）            | 1945年8月25日設置        |
| 商工大臣 | 25               | 中島知久平       |                  | 衆議院 （大日本政治会→） 無所属 予備役海軍機関大尉 （海機15期、海大機関科） |                             | 1945年8月26日任          |
| 運輸大臣 | 1                | 小日山直登       |                  | 貴族院 無所属 （無会派）                                                    |                             | 留任                     |
| 国務大臣 | -                | 近衛文麿         |                  | 貴族院 無所属 （火曜会） 公爵                                               |                             |                          |
| 国務大臣 | -                | 緒方竹虎         |                  | 貴族院 無所属 （無会派）                                                    | 内閣書記官長兼任 情報局総裁 |                          |
| 国務大臣 | -                | 小畑敏四郎       |                  | 予備役陸軍中将 （陸士16期、陸大23期）                                       |                             | 初入閣 1945年8月19日任   |
| 1. 辞令のある留任は個別の代として記載し、辞令のない留任は記載しない。 2. 臨時代理は、大臣空位の場合のみ記載し、海外出張時等の一時不在代理は記載しない。 3. 代数は、臨時兼任・臨時代理を数えず、兼任・兼務は数える。 |                  |                  |                  |                                                                             |                             |                          |

### 内閣書記官長・法制局長官他
1945年（昭和20年）8月17日任命。 
| 職名 | 代                       | 氏名                     | 氏名                     | 出身等                          | 特命事項等               | 備考              |
| --- | ------------------------ | ------------------------ | ------------------------ | ------------------------------- | ------------------------ | ----------------- |
| 内閣書記官長 | 52                       | 緒方竹虎                 |                          | 貴族院 無所属 （無会派）        | 国務大臣兼任             |                   |
| 法制局長官 | 44                       | 村瀬直養                 |                          | 貴族院 無所属 （研究会）        | 総合計画局長官           | 留任              |
| 内閣副書記官長 | （内閣副書記官長未設置） | （内閣副書記官長未設置） | （内閣副書記官長未設置） | （内閣副書記官長未設置）        | （内閣副書記官長未設置） | 1945年9月19日設置 |
| 内閣副書記官長 | -                        | 高木惣吉                 |                          | 予備役海軍少将 （海大甲種25期） |                          | 1945年9月19日任   |
| 1. 辞令のある留任は個別の代として記載し、辞令のない留任は記載しない。 2. 臨時代理は、大臣空位の場合のみ記載し、海外出張時等の一時不在代理は記載しない。 3. 代数は、臨時兼任・臨時代理を数えず、兼任・兼務は数える。 |                          |                          |                          |                                 |                          |                   |

### 政務次官
任命なし。

### 参与官
任命なし。

## 勢力早見表
※ 内閣発足当初（前内閣の事務引継は除く）。
| 出身   | 国務大臣 | 政務次官 | 参与官 | その他                                  |
| ------ | -------- | -------- | ------ | --------------------------------------- |
| 軍人   | 2        | 0        | 0      |                                         |
| 官僚   | 1        | 0        | 0      |                                         |
| 貴族院 | 9        | 1        | 0      | 内閣書記官長、法制局長官 国務大臣のべ10 |
| 衆議院 | 2        | 0        | 1      | 国務大臣のべ3                           |
| 欠員   | 0        | 11       | 11     |                                         |
| -      | 14       | 12       | 12     | 国務大臣のべ16                          |

## 内閣の動き
前政権の鈴木貫太郎内閣は、大東亜戦争の終戦交渉に当たり、ポツダム宣言の受諾、1945年8月15日の玉音放送へと結実したが、受諾の是非を巡り閣内の対立を取りまとめるに至らず、御前会議での昭和天皇自らの聖断に頼ることを余儀なくされ、更に受諾決定後も陸軍主戦派の不満分子によるクーデター未遂（宮城事件）を招いた。15日午後、鈴木内閣は一連の混乱の責任をとり総辞職する。
後任を巡っては、他国による占領（日本の降伏）という建国以来未曾有の事態を混乱なく進める必要があったことから、皇族という権威ある出自を持つ稔彦王に白羽の矢が立つ。15日午後、天皇の命を受けて、木戸幸一内大臣と、首相に次ぎ臣下次席にあたる平沼騏一郎枢密院議長が相談の上、重臣会議を経ずして稔彦王を推挙。稔彦王は、14日夜に木戸内大臣から非公式に打診を受けた際は、皇族という立場から難色を示す。しかし、同日夜の宮城事件の騒動で陸軍の無統制ぶりを見せつけられた後は、陸軍を統制して降伏処理を円滑に進めることが至上命題となったことを受け、16日、大命降下を引き受ける。
組閣に当たっては、旧知の近衛文麿元首相および緒方竹虎内閣顧問を頼りとし、2人はそれぞれ副総理および内閣書記官長として入閣。軍関係の人事では、陸相は三長官会議が推薦した土肥原賢二教育総監を拒否して、稔彦王の陸軍幼年学校時代からの旧知であった下村定北支那方面軍司令官を選任。その他、近衛・緒方の推挙により、戦時下では陸軍内反主流派として遠ざけられていた皇道派の小畑敏四郎、満州派の石原莞爾（辞退）、海軍反東条派の高木惣吉が入閣。また、文部大臣に元朝日新聞社論説委員前田多門、総理大臣秘書官に朝日新聞社論説委員太田照彦、緒方の秘書官に朝日新聞記者中村正吾、内閣参与に元朝日新聞記者田村真作と、元朝日新聞社副社長を務めた緒方の人脈の者も多く入閣したことから、「朝日内閣」の観を呈した。
東久邇宮内閣は鈴木内閣で定めた｢国体護持｣の方針を引き継ぎ、就任後の記者会見で、「全国民総懺悔することがわが国再建の第一歩であり、わが国内団結の第一歩と信ずる」という、いわゆる「一億総懺悔」発言を行い混乱の収拾に努めた。東久邇宮政権は、この「国体護持」と「一億総懺悔」を敗戦処理と戦後復興に向けた二大方針とした。
ちなみに東久邇宮内閣では「大戦後の日本の進むべき国家方針」について討議され「平和的新日本ヲ建設シテ人類ノ文化二貢献セムコトヲ欲シ」という国家目標が定められたが、この一文は「首相宮御訂正」と明記されていることから、東久邇宮稔彦王首相自らが書き込んだものとされる。
主な政策
- 軍の統制…ポツダム宣言受諾に反対する陸軍分子を鎮めるべく、各地の戦地に皇族が派遣されてポツダム宣言受諾の天皇の意思を伝え、日本軍降伏の任にあたった。
- 降伏処理…8月29日より連合国軍の進駐の進駐が始まり、30日、ダグラス・マッカーサー陸軍元帥が厚木飛行場に到着。9月2日、降伏文書調印式が行われ、重光葵外相と梅津美治郎陸軍参謀総長が署名を行った。9月17日、第一生命館が連合国軍最高司令官総司令部（GHQ）本部となり、マッカーサー司令長官が東京入り。27日、天皇が本部に行幸し、マッカーサー司令長官と会見。2人が並んだ写真を掲載した新聞について、内務省は発禁処分を出したが、GHQにより撤回が司令された。
- 戦争責任者処分…9月11日、東条英機元首相が逮捕されたのを皮切りに、戦争指導者層のGHQによる逮捕が始まる。戦争責任者の処分について、日本側は独自の戦争裁判所設置も検討されるが、結局は連合国側の裁判に委ねることに決定した[11]。
- 治安維持強化…「警察力整備拡充要綱」を閣議決定し、治安維持強化を図った[12]。
- 自由の指令…日本政府は、GHQの占領方針である「民主主義の復活強化」に従いつつ、戦前と同じく、反天皇主義者や共産主義者への取り締まりは継続する方針であり、10月3日、山崎内相が外国記者に意向を述べる。これに対し、翌4日、GHQはいわゆる「自由の指令」（「政治的、公民的及び宗教的自由に対する制限の撤廃に関する覚書」、人権指令とも）を発出。政治犯の釈放、思想警察（特別高等警察）の解体、山崎内相および警察首脳の罷免、治安維持法、宗教団体法などの廃止等を命令した。東久邇宮内閣は、この指令の実行によって国内での共産主義活動が再活発化し革命が発生することを危惧し、指令の実行を躊躇する[13]。

稔彦王は、GHQが日本側の意向や懸念を無視して自由の指令などの強権をふるい始めたのを目のあたりにして、今内閣が存続しても何事もなしえないと考える。英米両国をよく知る人物が政権に就くのが望ましいとして、5日、内閣総辞職に踏み切る。後継には、戦前対外協調外交を主導した幣原喜重郎元外相が選ばれた。
9日に職務執行を終えるまでの首相在職日数54日間は、林銑十郎（林内閣）の123日間を抜いて、現在に至るまで史上最短である。